# Unión Deportiva Almería 2010-2011
Questa voce raccoglie le informazioni dell'Unión Deportiva Almería nelle competizioni ufficiali della stagione 2010-2011.

## Calciomercato

### Sessione estiva
| Acquisti | Acquisti           | Acquisti     | Acquisti                |
| R.       | Nome               | da           | Modalità                |
| -------- | ------------------ | ------------ | ----------------------- |
| D        | Marcelo Silva      | Danubio      | definitivo (1,30 mln €) |
| D        | Michael Jakobsen   | Aalborg      | definitivo (1 mln €)    |
| A        | Leonardo Ulloa     | Castellón    | definitivo (900.000 €)  |
| C        | Miguel Àngel Luque | Barcellona B | gratuito                |
| C        | Diego Váleri       | Lanús        | prestito                |
| D        | Baltasar Rigo      | Almería B    | integrato               |
| D        | Carlos García      | Betis        | fine prestito           |

| Cessioni | Cessioni                  | Cessioni          | Cessioni             |
| R.       | Nome                      | a                 | Modalità             |
| -------- | ------------------------- | ----------------- | -------------------- |
| D        | Chico                     | Genoa             | definitivo (5 mln €) |
| D        | Domingo Cisma             | Racing Santander  | gratuito             |
| C        | Álex Quillo               | Recreativo Huelva | gratuito             |
| A        | Fernando Soriano          | Osasuna           | gratuito             |
| P        | Esteban Solari            | APOEL             | gratuito             |
| D        | Guilherme Oliveira Santos | Real Valladolid   | prestito             |
| C        | Leonardo Borzani          |                   | svincolato           |
| A        | David Rodríguez Sánchez   | Celta Vigo        | fine prestito        |

### Sessione invernale
| Acquisti | Acquisti                  | Acquisti        | Acquisti      |
| R.       | Nome                      | da              | Modalità      |
| -------- | ------------------------- | --------------- | ------------- |
| C        | Juanito                   | Malaga          | gratuito      |
| A        | Sofiane Feghouli          | Valencia        | prestito      |
| D        | Antonio Luna Rodríguez    | Siviglia        | prestito      |
| D        | Guilherme Oliveira Santos | Real Valladolid | fine prestito |

| Cessioni | Cessioni                  | Cessioni         | Cessioni      |
| R.       | Nome                      | a                | Modalità      |
| -------- | ------------------------- | ---------------- | ------------- |
| D        | Guilherme Oliveira Santos | Atlético Mineiro | gratuito      |
| D        | Baltasar Rigo             | Huesca           | gratuito      |
| C        | Diego Váleri              | Lanús            | fine prestito |
| A        | Miguel Ángel Nieto        | Xerez            | prestito      |

## Rosa
Rosa aggiornata al 1 luglio 2011.
| N. |                      | Ruolo | Calciatore             |
| -- | -------------------- | ----- | ---------------------- |
| 1  | Brasile (bandiera)   | P     | Diego Alves            |
| 2  | Danimarca (bandiera) | D     | Michael Jakobsen       |
| 3  | Uruguay (bandiera)   | D     | Marcelo Silva          |
| 4  | Argentina (bandiera) | D     | Hernán Pellerano       |
| 5  | Niger (bandiera)     | A     | Kalu Uche              |
| 7  | Spagna (bandiera)    | A     | Miguel Ángel Nieto     |
| 7  | Algeria (bandiera)   | A     | Sofiane Feghouli       |
| 8  | Spagna (bandiera)    | A     | Albert Crusat          |
| 9  | Argentina (bandiera) | C     | Diego Váleri           |
| 10 | Spagna (bandiera)    | A     | José Ortiz Bernal      |
| 11 | Argentina (bandiera) | A     | Pablo Piatti           |
| 13 | Spagna (bandiera)    | P     | Esteban Andrés Suárez  |
| 14 | Spagna (bandiera)    | D     | Baltasar Rigo          |
| 14 | Spagna (bandiera)    | D     | Antonio Luna Rodríguez |
| 15 | Spagna (bandiera)    | C     | Corona                 |
| 16 | Brasile (bandiera)   | D     | Míchel                 |
| 17 | Spagna (bandiera)    | D     | Juanma Ortiz           |

| N. |                         | Ruolo | Calciatore           |
| -- | ----------------------- | ----- | -------------------- |
| 18 | Perù (bandiera)         | D     | Santiago Acasiete    |
| 19 | Senegal (bandiera)      | C     | Modeste M'Bami       |
| 20 | Argentina (bandiera)    | A     | Leonardo Ulloa       |
| 21 | Spagna (bandiera)       | D     | Carlos García Badías |
| 22 | Colombia (bandiera)     | C     | Fabián Vargas        |
| 23 | Eritrea (bandiera)      | A     | Henok Goitom         |
| 24 | Spagna (bandiera)       | C     | Juanito              |
| 25 | Argentina (bandiera)    | C     | Hernán Bernardello   |
| 26 | Spagna (bandiera)       | C     | Miguel Ángel Luque   |
| 40 | Spagna (bandiera)       | D     | Lillo Castellano     |
| 42 | Spagna (bandiera)       | C     | Cristóbal Gil        |
| 43 | Burkina Faso (bandiera) | A     | Jonathan Zongo       |
| -  | Spagna (bandiera)       | P     | Diego García Bravo   |

## Risultati

### Primera División

#### Classifica finale
Aggiornata al 22 maggio 2011
|        | Pos. | Squadra             | Pt | G  | V  | N  | P  | GF  | GS | DR  |
| ------ | ---- | ------------------- | -- | -- | -- | -- | -- | --- | -- | --- |
|        | 1.   | Barcellona          | 96 | 38 | 30 | 6  | 2  | 95  | 21 | +74 |
|        | 2.   | Real Madrid         | 92 | 38 | 29 | 5  | 4  | 102 | 33 | +69 |
|        | 3.   | Valencia            | 71 | 38 | 21 | 8  | 9  | 64  | 44 | +20 |
|        | 4.   | Villarreal          | 62 | 38 | 18 | 8  | 12 | 54  | 44 | +10 |
|        | 5.   | Siviglia            | 58 | 38 | 17 | 7  | 14 | 62  | 61 | +1  |
|        | 6.   | Athletic Bilbao     | 58 | 38 | 18 | 4  | 16 | 59  | 55 | +4  |
| [ 30 ] | 7.   | Atlético Madrid     | 58 | 38 | 17 | 7  | 14 | 62  | 53 | +9  |
|        | 8.   | Espanyol            | 49 | 38 | 15 | 4  | 19 | 46  | 55 | -9  |
|        | 9.   | Osasuna             | 47 | 38 | 13 | 8  | 17 | 45  | 46 | -1  |
|        | 10.  | Sporting Gijón      | 47 | 38 | 11 | 14 | 13 | 35  | 42 | -7  |
|        | 11.  | Malaga              | 46 | 38 | 13 | 7  | 18 | 54  | 68 | -14 |
|        | 12.  | Racing Santander    | 46 | 38 | 12 | 10 | 16 | 41  | 56 | -15 |
|        | 13.  | Real Saragozza      | 45 | 38 | 12 | 9  | 17 | 40  | 53 | -13 |
|        | 14.  | Levante             | 45 | 38 | 12 | 9  | 17 | 41  | 52 | -11 |
|        | 15.  | Real Sociedad       | 45 | 38 | 14 | 3  | 21 | 49  | 66 | -17 |
|        | 16.  | Getafe              | 44 | 38 | 12 | 8  | 18 | 49  | 60 | -11 |
|        | 17.  | Maiorca             | 44 | 38 | 12 | 8  | 18 | 41  | 56 | -15 |
|        | 18.  | Deportivo La Coruña | 43 | 38 | 10 | 13 | 15 | 31  | 47 | -16 |
|        | 19.  | Hércules            | 35 | 38 | 9  | 8  | 21 | 36  | 60 | -24 |
|        | 20.  | Almería             | 30 | 38 | 6  | 12 | 20 | 36  | 70 | -34 |

#### Girone d'andata
| Pamplona 29 agosto 2010, ore 17:00 CEST 1ª giornata | Osasuna                               | 0 – 0 referto | Almería | El Sadar (14.147 spett.)\| Arbitro: \| Álvarez Izquierdo (Comitato Catalano) \| |
| Arbitro:                                            | Álvarez Izquierdo (Comitato Catalano) |               |         |                                                                                 |

| Arbitro: | Iglesias Villanueva (Comitato Galiziano) |

|                      |           |                          |
| Piatti 20’ Ulloa 91’ | Marcatori | 7’ Tamudo 32’ Paco Sutil |

| Arbitro: | José Antonio Teixeira Vitienes (Comitato Cantabro) |

|              |           |  |
| Callejón 47’ | Marcatori |  |

| Arbitro: | Javier Turienzo Álvarez (Comitato Castiglianoleonese) |

|  |           |            |
|  | Marcatori | 38’ Sergio |

| Arbitro: | González González (Comitato Castiglianoleonese) |

|  |           |              |
|  | Marcatori | 4’, 18’ Uche |

| Arbitro: | Carlos Clos Gómez (Comitato Aragonese) |

|          |           |                  |
| Uche 77’ | Marcatori | 50’ Owusu-Abeyie |

| Arbitro: | Antonio Rubinos Pérez (Comitato Madrileno) |

|                   |           |  |
| Pedro Munitis 33’ | Marcatori |  |

| Arbitro: | José Antonio Teixeira Vitienes (Comitato Cantabro) |

|           |           |                   |
| Ulloa 83’ | Marcatori | 37’ Nelson Valdez |

| Arbitro: | Fernando Teixeira Vitienes (Comitato Cantabro) |

|            |           |            |
| Agüero 32’ | Marcatori | 44’ Piatti |

| Arbitro: | Javier Estrada Fernández (Comitato Catalano) |

|            |           |                |
| Corona 15’ | Marcatori | 73’ Nacho Novo |

| Arbitro: | Carlos Velasco Carballo (Comitato Madrileno) |

|              |           |  |
| Llorente 10’ | Marcatori |  |

| Arbitro: | César Muñiz Fernández (Comitato Asturiano) |

|  |           |                                                                                    |
|  | Marcatori | 16’, 36’, 67’ Messi 18’ Iniesta 26’ (aut.) Acasiete 34’ Pedro 62’, 72’ Bojan Krkić |

| Arbitro: | Javier Turienzo Álvarez (Comitato Castiglianoleonese) |

|                  |           |           |
| Soldado 26’, 62’ | Marcatori | 89’ Ulloa |

| Arbitro: | Miguel Ángel Ayza Gámez (Comitato Valenciano) |

|            |           |                 |
| Piatti 76’ | Marcatori | 65’ (rig.) Gabi |

| Arbitro: | José Antonio Teixeira Vitienes (Comitato Cantabro) |

|             |           |                            |
| Kanouté 82’ | Marcatori | 47’ Vargas 82’, 90’ Piatti |

| Arbitro: | Álvarez Izquierdo (Comitato Catalano) |

|                   |           |                                       |
| Uche 6’ Ulloa 23’ | Marcatori | 28’ del Moral 47’ Miku 70’ D. Boateng |

| Arbitro: | Iglesias Villanueva (Comitato Galiziano) |

|                             |           |  |
| Catalá 21’ Borja Valero 57’ | Marcatori |  |

| Arbitro: | Antonio Mateu Lahoz (Comitato Valenciano) |

|                                                 |           |            |
| Ramis 10’ Casadesús 36’ Nsue 66’ M. Pereira 88’ | Marcatori | 65’ Crusat |

| Arbitro: | Miguel Ángel Pérez Lasa (Comitato Basco) |

|           |           |             |
| Ulloa 59’ | Marcatori | 76’ Granero |

| Arbitro: | José Antonio Teixeira Vitienes (Comitato Cantabro) |

|                          |           |                      |
| García 7’ Ulloa 11’, 54’ | Marcatori | 23’ Aranda 91’ Lekic |

| Arbitro: | Carlos Clos Gómez (Comitato Aragonese) |

|                         |           |  |
| Ansotegi 45’ Tamudo 79’ | Marcatori |  |

| Arbitro: | Alberto Undiano Mallenco (Comitato Navarro) |

|                                  |           |                       |
| Silva 6’ Uche 7’ Bernardello 18’ | Marcatori | 34’ Verdú 49’ Vázquez |

| Arbitro: | Carlos Delgado Ferreiro (Comitato Basco) |

|             |           |  |
| Caicedo 52’ | Marcatori |  |

| Arbitro: | González González (Comitato Castiglianoleonese) |

|            |           |               |
| Piatti 47’ | Marcatori | 94’ Aranzubia |

#### Girone di ritorno
| Arbitro: | Miguel Angel Ayza Gámez (Comitato valenciano) |

|                                       |           |                                    |
| Ó. Díaz 29’ Verza 66’, 70’ Hicham 89’ | Marcatori | 21’ Vela 58’ Agirretxe 85’ Bergara |

### Coppa del Re

#### Sedicesimi di finale
| Almería ottobre 2013 Terzo turno | Almería | – |  | Estadio de los Juegos Mediterráneos |